# Wiktor Nikoluk
Wiktor Dmytrowycz Nikoluk, ps. „Witer”; (ukr. Віктор Дмитрович Ніколюк, ur. 19 października 1975 w Szyszkynem) – ukraiński wojskowy, generał major Sił Zbrojnych Ukrainy.
Uczestnik wojny w Donbasie, w czasie której pod miastem Szczastia wziął do niewoli dwóch dywersantów rosyjskiego GRU. Nikoluk w latach 2021–2023 pełnił funkcję dowódcy Dowództwa Operacyjnego „Północ”. W czasie inwazji Rosji na Ukrainę odpowiadał za skuteczną obronę oblężonego Czernihowa, za co otrzymał tytuły Bohatera Ukrainy oraz honorowego obywatela Czernihowa.

## Życiorys
Wiktor Nikoluk urodził się 19 października 1975 roku we wsi Szyszkyne w obwodzie kirowohradzkim. W 1992 roku ukończył miejscową szkołę.
W 1996 roku ukończył Wyższą Gwardyjską Szkołę Dowództwa Pancernego w Charkowie, a w 2007 roku Narodowy Uniwersytet Obrony Ukrainy. W czasie służby w Siłach Zbrojnych Ukrainy dowodził kompanią rozpoznawczą, batalionem czołgów i pułkiem zmechanizowanym. Był także szefem sztabu 92 Samodzielnej Brygady Zmechanizowanej, a później jej dowódcą.

### Wojna w Donbasie
Podczas wojny w Donbasie we wrześniu 2014 roku 92 Brygada dotarła w rejon miejscowości Szczastia, Triochizbenka i Stanica Ługańska, a po rotacji utrzymywała obronę na kierunku donieckim.
16 maja 2015 roku żołnierze 92 Samodzielnej Brygady Zmechanizowanej pod dowództwem pułkownika Nikoluka wzięli pod Szczastiami do niewoli dwóch dywersantów rosyjskiego GRU. Za przeprowadzenie operacji wszyscy uczestnicy otrzymali z rąk prezydenta Ukrainy Petra Poroszenki Order Bohdana Chmielnickiego III stopnia.
3 listopada 2015 roku w pobliżu wioski Triochizbenka w obwodzie ługańskim doszło do ostrzału ukraińskich pozycji z granatników przez siły prorosyjskie. Rannych zostało trzech żołnierzy 92 Samodzielnej Brygady Zmechanizowanej, w tym pułkownik Nikoluk.

#### Sprawa zasadzki w rejonie nowoajdarskim
2 września 2015 roku około godziny 06:20 pomiędzy wioskami Łopaskyne i Łobaczewe w rejonie nowoajdarskim nieznane osoby zaatakowały ukraińską grupę mobilną odpowiadającą za walkę z przemytem. Mitsubishi L200 wyleciał w powietrze na podłożonej minie, po czym napastnicy rzucili dwa granaty i ostrzelali pojazd z broni ręcznej. Grupa mobilna utrzymywała obronę aż do przybycia posiłków z 92 Samodzielnej Brygady Zmechanizowanej. W starciu zginęli funkcjonariusz Służby Bezpieczeństwa Ukrainy Andrij „Endrju” Hałuszczenko i starszy porucznik policji skarbowej Dmytro Żaruk, a sześć osób zostało rannych (inny funkcjonariusz SBU, trzech spadochroniarzy i dwóch żołnierzy 92 Samodzielnej Brygady Zmechanizowanej). Nie był to pierwszy atak na grupę „Endrju”.
Śledztwo w tej sprawie prowadziła Prokuratura Wojskowa Ukrainy. W lutym 2016 roku zatrzymano dwóch zdemobilizowanych żołnierzy zwiadu 92 Samodzielnej Brygady Zmechanizowanej i doręczono im zawiadomienie o podejrzeniu popełnienia przestępstwa z art. 115 ust. 2 (umyślne morderstwo w okolicznościach obciążających) Kodeksu karnego Ukrainy. Kilka dni później Wiktor Nikoluk złożył pozew przeciwko Prokuraturze Wojskowej w celu zadośćuczynienia za krzywdę moralną wyrządzoną jego zdaniem przez jednego z jej śledczych oraz zażądał uznania za nielegalną decyzji tego śledczego o przeprowadzeniu przeszukania w jednostce wojskowej B6250. Zdaniem dziennikarza Ołeksija Bobrownykowa Nikoluk był jednym z organizatorów ataku na grupę „Endrju”. Według innych wersji mógł to być atak prorosyjskich bojowników z tzw. Ługańskiej Republiki Ludowej, bądź próba ukrycia układu zajmującego się przemytem broni lub narkotyków z Afganistanu.

### Dalsza kariera
Od marca 2017 roku Nikoluk kierował 169 Centrum Szkoleniowym w Desnie, gdzie rozpoczął karierę wojskową. 5 grudnia 2018 roku został awansowany na generała majora.
W latach 2021–2023 kierował Dowództwem Operacyjnym „Północ”.

### Inwazja Rosji na Ukrainę
Na początku rosyjskiej inwazji na Ukrainę 24 lutego 2022 roku generał Nikoluk przebywał w Konotopie w obwodzie sumskim, gdzie doszło do bitwy. Od pierwszych dni dowodził Siłami Zbrojnymi Ukrainy w obwodzie czernihowskim. W czasie inwazji brał bezpośredni udział w walkach oraz był jednym z dowódców obrony oblężonego Czernihowa. W czasie trwania oblężenia, 10 marca 2022 roku, Wiktor Nikoluk i Łeonid Choda otrzymali najwyższe tytuły Bohaterów Ukrainy z Orderem „Złotej Gwiazdy”. 21 września 2022 roku czterech ukraińskich dowódców odpowiedzialnych za obronę miasta w czasie oblężenia – Wiktor Nikoluk, Łeonid Choda, Ołeksij Wysocki i Dmytro Bryżyński – otrzymało tytuły honorowych obywateli Czernihowa. 
W maju 2022 roku generał Nikoluk był jednym z dowódców odpowiedzialnych za rozgromienie wojsk rosyjskich podczas forsowania Dońca. W czasie próby przeprawy przez rzekę Rosjanie stracili między 600 a 1500 żołnierzy i dziesiątki pojazdów.
W marcu 2023 roku został mianowany dowódcą Dowództwa Szkolenia Wojsk Lądowych Sił Zbrojnych Ukrainy. 24 marca 2024 roku Wiktor Nikoluk ogłosił, że złożył rezygnację z funkcji dowódcy i planuje kierować jednym z oddziałów na linii frontu.
Posługuje się pseudonimem „Witer”.

## Odznaczenia i tytuły
- Bohater Ukrainy z Orderem „Złotej Gwiazdy” (10 marca 2022 roku)[16];
- Order Bohdana Chmielnickiego III stopnia (28 maja 2015 roku)[3];
- Order Daniela Halickiego (24 sierpnia 2013 roku)[22];
- honorowy obywatel miasta Czernihowa (21 września 2022 roku)[17];
- honorowy obywatel obwodu czernihowskiego (22 września 2022 roku)[23].